# Pirates des Caraïbes : L'Armée des Damnés
Vous lisez un « bon article » labellisé en 2023.
Pirates des Caraïbes : L'Armée des Damnés — Pirates of the Caribbean: Armada of the Damned, en langue originale — est un jeu vidéo d'action-aventure et de rôle développé par Propaganda Games qui devait sortir sur Xbox 360, PlayStation 3 et Microsoft Windows mais qui fut annulé en octobre 2010, peu avant la fermeture du studio de développement. Créé à l'origine pour être publié par Disney Interactive Studios, c'est la première tentative de créer un jeu en monde ouvert fondé sur la franchise Pirates des Caraïbes.
Avant l'ensemble des événements de La Malédiction du Black Pearl, le jeu doit suivre James Sterling, un capitaine pirate dont la mission principale est de voyager à travers la mer des Caraïbes pour se faire une réputation. Bien que peu d'éléments aient été dévoilés au sujet de l'histoire, le jeu devait être indépendant de la trame principale des films de la franchise et inclure de nouveaux personnages. Le gameplay devait mettre l'accent sur les éléments de jeu de rôle, parmi lesquels le combat en temps réel et la personnalisation des armes.
Après son annonce lors du salon Electronic Entertainment Expo 2009, le jeu reçoit des réactions positives de la part de la plupart des journalistes vidéoludiques. Daemon Hatfield, d'IGN, estime qu'il s'agit d'un « RPG d'action prometteur », tandis que GamesRadar+ approuve le gameplay, le comparant à Assassin's Creed. Les journalistes sont déçus lorsque Disney annule, sans explication, le jeu, plusieurs mois avant sa date de sortie prévue. Ubisoft, l'éditeur d'Assassin's Creed, sort par la suite un jeu similaire intitulé Assassin's Creed IV Black Flag.

## Système de jeu

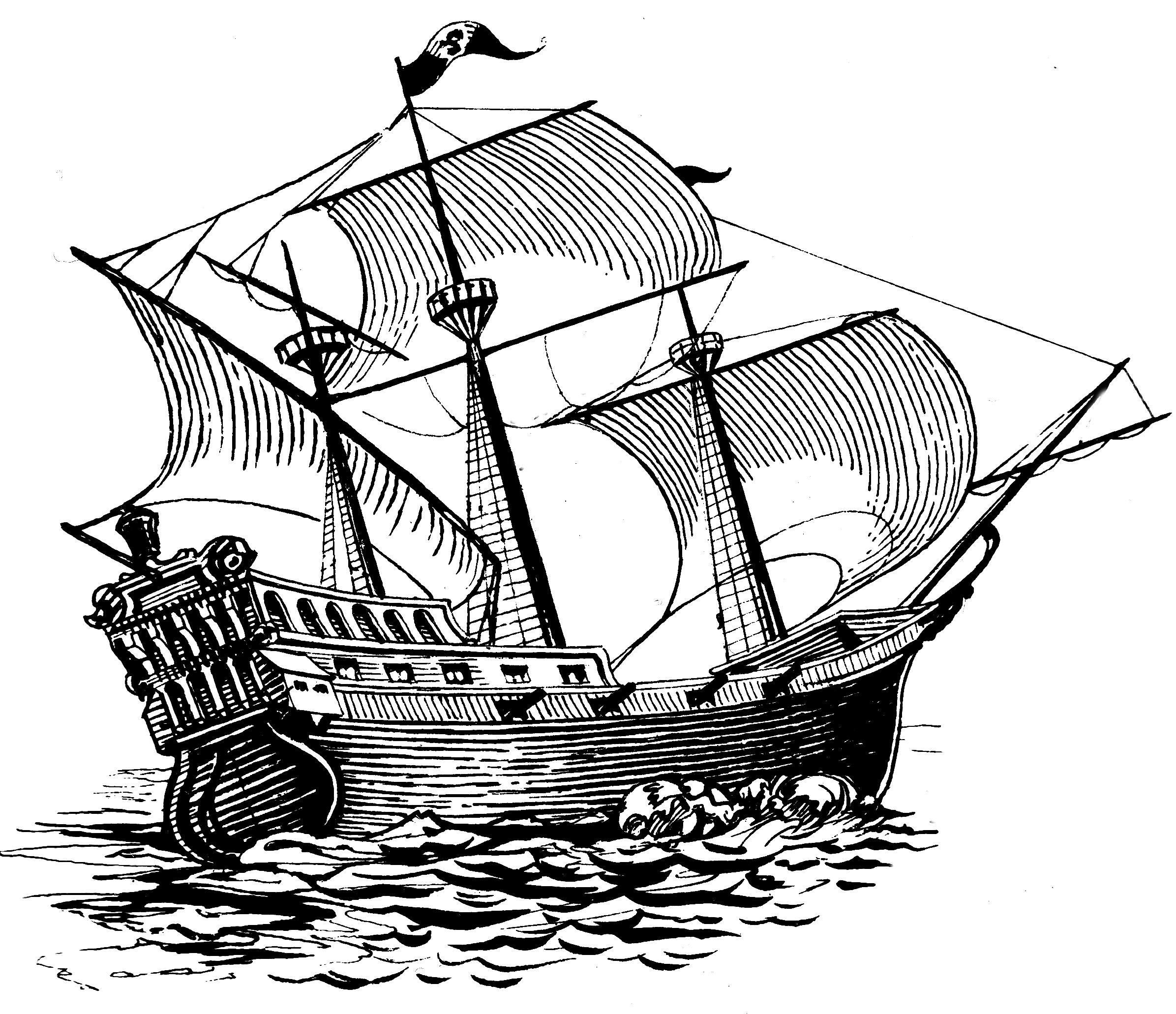
Galion schématisé que James Sterling pourrait utiliser.

L'Armée des Damnés est conçu comme un jeu vidéo de rôle et d'action-aventure en vue à la troisième personne et dans un environnement en monde ouvert fondé sur l'univers de Pirates des Caraïbes. Le joueur devait incarner le rôle de James Sterling, un capitaine pirate dont la mission principale consistait à voyager à travers la mer des Caraïbes et de s'y faire une réputation. Certaines des capacités de Sterling auraient pu être directement personnalisées par le joueur, bien que L'Armée des Damnés fût centré sur un système de choix qui devait affecter l'apparence du personnage, sa personnalité, ses armes, ses attaques, les quêtes lui étant proposées et les différents développements de l'histoire,.
Bien que la plupart des caractéristiques du personnage pussent être personnalisées, certains éléments devaient être déterminés par les deux types de personnage du jeu, « Légendaire » ou « Redouté ». Le choix d'un type au début du jeu affectait plusieurs éléments du gameplay et de l'histoire, s'apparentant au choix d'un mode de difficulté. Chaque type de personnage avait ses propres caractéristiques qui déterminaient la façon dont le jeu était appréhendé, y compris la façon dont l'environnement et les personnages non joueurs interagissaient avec le joueur.
Les combats dans L'Armée des Damnés avaient lieu aussi bien sur la terre ferme qu'en pleine mer. Sterling disposait d'une attaque faible et d'une attaque puissante, qui pouvaient être combinées afin de créer des combos augmentant les dégâts infligés. Une synchronisation correcte entraînait une attaque bonus à la fin du combo, améliorant de surcroît sa puissance. Sterling pouvait aussi maudire ses adversaires : il s'agissait d'un sort qui affaiblissait tous les ennemis environnants quand il était utilisé, à la façon d'un coup de grâce. Toutes les attaques, les mouvements spéciaux et les combinaisons variaient en fonction du type de pirate choisi et pouvaient être améliorés à la guise du joueur.
Dans le jeu, le joueur recevait un navire personnalisable appelé Némésis, commandé par Sterling et son équipage. Ses choix déterminaient l'équipage qu'il pouvait embaucher, modifiant par là-même certains attributs du navire. Celui-ci permettait d'explorer la mer des Caraïbes et d'y affronter d'autres embarcations. Pendant le combat, le joueur pouvait manœuvrer le navire, tirer avec les canons ou aborder le navire ennemi, ce qui donnait lieu à une échauffourée au corps-à-corps. Si son équipage était éliminé, le joueur recevait plus de butin que s'il était détruit. Le butin récupéré dans ces batailles pouvait être vendu sur le marché.

## Trame
Peu d'informations ont été dévoilées concernant la trame scénaristique du jeu. Le personnage de Sterling n'avait aucun lien avec l'arc narratif et les personnages de la série de films Pirates des Caraïbes. Le jeu et les films partageaient le même univers, mais le premier devait avoir lieu avant les événements du second. Sterling, élevé dans une famille pauvre, était un jeune aventurier avec des rêves de gloire et de fortune ayant décidé de devenir un pirate pour les accomplir. Bien qu'il fût tué lors de son premier voyage, Sterling fut ressuscité par des forces surnaturelles désirant lui accorder une seconde chance. Après ces événements, le joueur disposait de deux options : devenir un pirate légendaire ou redouté. Dans le premier cas, le joueur serait un pirate respecté qui aurait agi de manière bienveillante. Dans le second, le joueur serait mystérieux et craint,.

## Développement

### Conception
« Who doesn't want to be a pirate? I think with the pirates adventure you're able to live that fantasy of being just a little bit lawless and I think that really is appealing to everybody. »
— Dan Tudge, vice-président et directeur général de Propaganda Games.
        
« Qui ne veut pas être un pirate ? Je pense qu'avec l'aventure des pirates, vous êtes capable de vivre ce fantasme d'être juste un peu anarchique et je pense que c'est vraiment attrayant pour tout le monde. »
L'Armée des Damnés est conçu par Propaganda Games, un studio de développement fondé en 2005 appartenant à Disney Interactive Studios. Créé par d'anciens employés d'EA Canada, le studio est centré sur le développement de jeux d'action et d'aventure pour Disney. Le premier jeu du studio, Turok, est un succès commercial dès sa sortie en 2008, s'étant vendu à plus d'un million d'exemplaires. Après la sortie de Turok, le studio commence à travailler sur un projet pour la franchise Pirates des Caraïbes. Le vice-président et directeur général de Propaganda, Dan Tudge, déclare alors : « les fans de l'univers vont avoir une envie irrésistible d'explorer ». Le studio révèle qu'il a travaillé sur plusieurs scénarios pour améliorer le gameplay. L'Armée des Damnés comprend alors un système interactif d'options pour structurer le jeu, il en résulte que les différents choix constituent une caractéristique importante,
Selon le directeur de jeu Alex Peters, les personnages de L'Armée des Damnés ont été développés sans lien avec ceux qui apparaissent dans la série de films ; il a notamment déclaré : « Nous avons été très clairs sur le fait que nous ne voulions pas être associés à un jeu de cinéma. » Ce désir conduit à la création de James Sterling, un personnage qui répond aux besoins du studio sans trop s'éloigner des personnages des films. Une bande-son originale est écrite pour L'Armée des Damnés, tandis que les thèmes musicaux des films sont « arrangés avec soin et utilisés avec parcimonie ». Après l'annulation du jeu, la musique est utilisée dans Lego Pirates des Caraïbes, le jeu vidéo, sorti en 2011.

### Annulation
Durant le développement de L'Armée des damnés, Propaganda Games travaille également sur Tron: Evolution, sorti en décembre 2010. Deux mois avant, Disney Interactive Studios annonce que l'équipe de développement de L'Armée des damnés sera licenciée dans le cadre d'une « restructuration » du studio. Toutefois, Propaganda achèvera le développement de Tron: Evolution et de son contenu téléchargeable,.
Une centaine de postes est ainsi supprimée, ce qui entraîne l'annulation de L'Armée des Damnés. Le reste de l'équipe achève effectivement Tron: Evolution,. Cependant, à la suite de l'échec commercial du jeu et face aux mauvaises critiques qu'il reçut, Disney prend la décision d'annuler son contenu téléchargeable, fermant ainsi définitivement Propaganda Games.

## Accueil
Lors de son annonce au salon Electronic Entertainment Expo 2009, L'Armée des Damnés fait l'objet de réactions essentiellement positives des journalistes vidéoludiques. Daemon Hatfield, d'IGN, le qualifie ainsi de « RPG d'action prometteur », en précisant : « Même si L'Armée des Damnés utilise la licence Pirates des Caraïbes [...] ce jeu est auto-suffisant, une aventure qui permet aux joueurs de créer leur propre pirate et de se promener dans les mers des Caraïbes à la recherche de gloire et de fortune,. » Chris Antista de GamesRadar+ salue son gameplay et déclare : « Le personnage a du poids (encore plus si vous optez pour Dreaded) et un extrait que nous avons vu de lui grimpant et se déplaçant le long d'une corniche ressemblait à toutes les interactions soigneusement détaillées que l'on trouve dans les jeux comme Assassin's Creed,. » Un journaliste de l'Official Xbox Magazine suppose, puisque le premier film Pirates des Caraïbes a été « suivi par une descente progressive vers la médiocrité et des krakens avec des tentacules virevoltants dans les suites », que « tout jeu qui se déroule avant le premier film est susceptible d'être surprenant »,. Matt Miller de Game Informer est lui aussi impressionné par le jeu, faisant l'éloge de ses dialogues et combats reprenant les systèmes utilisés dans Mass Effect. Il commente : « Nous n'avions pas de grandes attentes lors de notre découverte de Pirates, mais nous avons été agréablement surpris par le potentiel de ce jeu,. »
Mike Schramm de Joystiq compare le jeu à Fable, notant : « Ce qui est là a l'air bien. Le combat était solide, bien qu'un peu superficiel, et les graphismes et le polissage sont en bonne voie,. »
En août 2010, le journaliste Jihem de jeuxvideo.com écrit : « L'univers de Pirates des Caraïbes a toutes les cartes en mains pour offrir le support adéquat à un bon jeu d'action RPG. Ce que nous avons pu voir est encourageant, même si notre temps de jeu était un peu trop limité. Le titre ne sortant qu'en 2011, nous aurons certainement l'occasion de revenir dessus et d'en apprendre un peu plus, notamment sur l'histoire et les phases en mer. » Jugeant le jeu bon, il lui attribue une note de 4/5.
Les journalistes expriment leur déception lorsque Disney prend la décision de licencier le personnel de Propaganda Games et d'annuler par là-même le développement du jeu quelques mois avant sa date de sortie. Ryan Clements, d'IGN, déclare : « Lorsque nous avons présenté Armada of the Damned en avant-première au début de l'année, le jeu avait fière allure et avait le potentiel d'être une aventure amusante. Il est dommage que ce potentiel ne soit pas encore exploité,. » La décision frustre Justin Towell, qui écrit pour GamesRadar+ : « Pour moi, il est absurde d'abandonner complètement le travail sur un jeu qui n'est manifestement pas très loin d'être achevé,. » Jeff Marchiafava, de Game Informer, exprime également sa déception au sujet de l'annulation, en déclarant : « Quel genre de bruit fait un pirate déprimé ? Parce que nous serions en train de faire ce bruit en ce moment même,. »

### Citations originales
1. ↑  (en) « Even though Armada of the Damned uses the Pirates of the Caribbean license, it isn't based on any of the recent movies starring Johnny Depp. This is its own game, an adventure that lets players create their own pirate and wander the seas of the Caribbean seeking fame and fortune. »
2. ↑  (en) « The character has heft (even more so, if you go Dreaded) and a clip we saw of him climbing and shimmying along a ledge resembled all the carefully detailed interaction you’d find in something like Assassin’s Creed. »
3. ↑  (en) « Thinking logically, what with the bright start of Pirates of the Caribbean, followed by a progressive descent into mediocrity and Krakens with twirly tentacles in the sequels, any game that's set before the first movie is likely to be amazing. »
4. ↑  (en) « We didn't go into our meeting for Pirates with great expectations, but came out pleasantly amazed at the potential of the game. »
5. ↑  (en) « What is there looks good -- the combat was solid, if a little shallow, and the graphics and polish are well on their way. »
6. ↑  (en) « When we previewed Armada of the Damned earlier this year, the game looked great and had the potential to be a fun adventure. It's a shame that potential won't be realized at this point in time. »
7. ↑  (en) « To me, it makes no sense to completely abandon work on a game that's clearly not that far off completion. »
8. ↑  (en) « What kind of noise does a depressed pirate make? Because we would totally be making that noise right now. »